# Action Fighter
Action Fighter (アクションファイター?) è un videogioco arcade sparatutto a scorrimento del 1986 pubblicato da SEGA. Venne poi convertito per la console Sega Master System da SEGA e nel 1989 la Firebird Software pubblicò conversioni per gli home computer Amiga, Amstrad CPC, Atari ST, Commodore 64, ZX Spectrum e per MS-DOS.
Action Fighter è simile a Spy Hunter, ma non ebbe altrettanto successo; il protagonista guida numerosi veicoli armati, tra cui una motocicletta e un velivolo (quest'ultimo con un gameplay che ricorda Xevious).

## Modalità di gioco
Si guida un veicolo, inizialmente una motocicletta su strada asfaltata, con visuale dall'alto e scorrimento verticale, su un percorso lineare con curve e ostacoli. I controlli consistono nello sterzare, accelerare e decelerare. Come arma di base si possono sparare proiettili frontalmente, con munizioni illimitate. Si devono evitare scontri con ostacoli e con veicoli avversari di vario genere.
Nella versione arcade, raggiungendo determinati punti di cambio si può passare a pilotare in modo analogo un'automobile da strada, una dune buggy, un elicottero o una moto d'acqua. Il percorso nel complesso è infinitamente ciclico, ma talvolta ci sono bivi che permettono di prendere strade differenti. Sul lato sinistro dello schermo c'è una lunga e stretta minimappa del percorso, inizialmente semivuota, ma rivelabile un pezzo alla volta attraversando determinati passaggi. Non è molto chiaro, ma lo scopo del gioco è rivelare tutto e infine accedere a una base nemica da colpire.
I power-up sono sganciati da elicotteri e possono conferire abilità diverse a seconda del veicolo che si sta guidando, ad esempio la possibilità di saltare per la buggy.
Le conversioni domestiche sono simili tra loro, ma si differenziano per molti aspetti dall'originale arcade. Nelle conversioni i veicoli possibili sono solo la motocicletta, un'auto sportiva e un velivolo ad alta tecnologia. Non c'è la minimappa, ma un percorso completamente lineare in cinque livelli. In ogni livello, raccogliendo le lettere da A a F si ottiene il cambio di veicoli; giunti alla D si ottiene l'auto, ma resta possibile cambiare tra auto e moto con un comando del giocatore. Giunti alla F si ottiene il velivolo e si affronta la parte finale aerea del livello, che termina con un boss.
I power-up si ottengono come in Spy Hunter, salendo su un camion alleato che occasionalmente compare, o su un grosso elicottero quando si pilota il velivolo. L'ordine di ottenimento è fisso: la prima volta sparo doppio, poi razzi (per colpire bersagli in aria), un campo di forza che protegge sul retro, e uno scudo di invincibilità.
Altra caratteristica alla Spy Hunter, non presente nella versione arcade, è la possibilità di speronare di lato e buttare fuori strada i nemici di terra.